# Konto wynikowe
Konto wynikowe – w rachunkowości rodzaj konta, służącego do rejestrowania i grupowania operacji gospodarczych odzwierciedlających wartościowo przebieg procesów prowadzonej przez jednostkę działalności w zakresie przychodów i kosztów, strat i zysków nadzwyczajnych oraz wyniku finansowego.
Prawidłowe ustalenie wyniku finansowego jednostki wymaga prowadzenia kont służących ewidencji: kosztów i strat oraz przychodów i zysków. Koszty i straty oznaczają wiarygodnie ustalone zmniejszenie korzyści ekonomicznych w formie zmniejszenia wartości aktywów, albo zwiększenia wartości zobowiązań i rezerw, co prowadzi do zmniejszenia kapitału własnego lub zwiększenia jego niedoboru w inny sposób niż wycofanie środków przez udziałowców lub właścicieli.

## Podział
Koszty wpływające na wynik finansowy można podzielić na: 
- koszty „normalnej” działalności operacyjnej (osiągnięcia przychodów),
- pozostałe koszty operacyjne,
- koszty finansowe.

Ujemnie na wynik finansowy wpływają też straty nadzwyczajne.
Przychody i zyski oznaczają natomiast wiarygodnie ustalone korzyści ekonomiczne w postaci zwiększenia wartości aktywów, albo zmniejszenia wartości zobowiązań, co prowadzi do wzrostu kapitału własnego lub zmniejszenia jego niedoboru w inny sposób niż wniesienie środków przez udziałowców lub właścicieli. 
Wśród przychodów można wyodrębnić: 
- przychody z normalnej działalności operacyjnej jednostki,
- pozostałe przychody operacyjne,
- przychody finansowe.

Charakter porównywalny z przychodami mają też zyski nadzwyczajne. 
| Konta kosztów i strat: - konto 70-1 „Koszty wytworzenia produktów” - konto 76-1 „Pozostałe koszty operacyjne” - konto 75-1 „Koszty finansowe” - konto 77-1 „Straty nadzwyczajne” | → | konto 86 „Wynik finansowy” | ← | Konta przychodów i zysków: - konto 70-0 „Sprzedaż produktów” - konto 76-0 „Pozostałe przychody operacyjne” - konto 75-0 „Przychody finansowe” - konto 77-0 „Zyski nadzwyczajne” |

Cechą charakterystyczną kont wynikowych jest brak salda początkowego. Wynika to z faktu, że konta wynikowe po przeniesieniu salda na konto wyniku finansowego wykazują saldo zerowe na początku kolejnego okresu rozliczeniowego. Pokazują wyłącznie dane o przebiegu określonego rodzaju działalności w ciągu okresu sprawozdawczego. Konta te otwiera się zatem z chwilą rozpoczęcia okresu (na początek każdego roku obrotowego), a zamyka z końcem okresu (na dzień kończący rok obrotowy). 
Na kontach wynikowych księguje się koszty po stronie Winien (strona debetowa) a przychody po stronie Ma (strona kredytowa). Konta wynikowe kosztów i strat działają podobnie jak konta aktywów, to znaczy na stronie Winien (Dt) księguje się bieżąco poniesione koszty i straty nadzwyczajne, natomiast na stronie Ma (Ct) – wszelkie ich zmniejszenia oraz okresowe przeniesienia zbiorczych kwot w celu ustalenia wyniku finansowego. Konta wynikowe przychodów i zysków działają podobnie jak konta pasywów, to znaczy ujmuje się bieżąco na stronie Ma (Ct) osiągnięte przychody i zyski nadzwyczajne, a strona Winien (Dt) służy do księgowania ich zmniejszeń oraz okresowych przeniesień zbiorczych kwot na konto wyniku finansowego. Konto wyniku finansowego ujmuje dwie przeciwstawne sobie wielkości: przychody i zyski nadzwyczajne oraz koszty osiągnięcia tych przychodów i straty nadzwyczajne. Rezultat porównania tych wielkości może być zyskiem (saldo Ma) lub stratą (saldo Winien).
| Konta kosztów i strat                              | Konta kosztów i strat | Konta przychodów i zysków | Konta przychodów i zysków                            |
| Wn (Dt)                                            | Ma (Ct) | Wn (Dt) | Ma (Ct)                                              |
| -------------------------------------------------- | --- | --- | ---------------------------------------------------- |
| Operacje zwiększające koszty i straty nadzwyczajne | Operacje zmniejszające koszty i straty nadzwyczajne                                                                       | Operacje zmniejszające przychody i zyski nadzwyczajne                                                                         | Operacje zwiększające przychody i zyski nadzwyczajne |
|                                                    | Przeniesienia na koniec roku obrotów lub sald poszczególnych kont kosztów i strat na stronę Wn konta 86 „Wynik finansowy” | Przeniesienia na koniec roku obrotów lub sald poszczególnych kont przychodów i zysków na stronę Ma konta 86 „Wynik finansowy” |                                                      |
| obroty strony Wn = obroty strony Ma                | obroty strony Wn = obroty strony Ma                                                                                       | obroty strony Wn = obroty strony Ma                                                                                           | obroty strony Wn = obroty strony Ma                  |

Zarejestrowane i pogrupowane na kontach wynikowych wielkości kosztów i strat nadzwyczajnych oraz przychodów i zysków nadzwyczajnych (salda debetowe i kredytowe tych kont) przenosi się – pod datą zamknięcia ksiąg rachunkowych (na dzień bilansowy) na konto służące do ustalania wyniku finansowego z prowadzonej przez daną jednostkę działalności. W związku z tym następuje zamknięcie tych kont i w przeciwieństwie do kont bilansowych, nie wykazują one już sald. Salda te tworzą wynik finansowy, który ustala się (na przeznaczonym do tego celu koncie) jako różnicę pomiędzy sumą sald kredytowych przeniesionych z kont przychodów i zysków, a sumą sald debetowych przeniesionych z kont kosztów i strat. Różnica ta w postaci wyniku finansowego może być dodatnia stanowiąca zysk, względnie ujemna – stanowiąca stratę. 
Konto 86 „Wynik finansowy” pełni rolę szczególną. Poprzez to konto obie grupy kont (konta bilansowe i konta wynikowe) są wzajemnie powiązane, gdyż w rachunku zysków i strat na koniec roku obrotowego ustalony na tym koncie zysk lub strata znajduje równocześnie odzwierciedlenie w bilansie.

## Przykłady kont wynikowych
| Numer | Nazwa konta                              |
| ----- | ---------------------------------------- |
| 700   | sprzedaż produktów                       |
| 701   | koszt sprzedaży produktów                |
| 711   | koszt wytworzenia sprzedanych wyrobów    |
| 730   | sprzedaż materiałów i towarów            |
| 731   | wartość sprzedanych materiałów i towarów |
| 750   | przychody finansowe                      |
| 751   | koszty finansowe                         |
| 760   | pozostałe przychody operacyjne           |
| 761   | pozostałe koszty operacyjne              |
| 770   | zyski nadzwyczajne                       |
| 771   | straty nadzwyczajne                      |
| 790   | obroty wewnętrzne                        |
| 791   | koszt obrotów wewnętrznych               |